# Pequenas Filhas de São José
As Pequenas Filhas de São José (em latim: Parvarum Filiarum S. Joseph) são uma congregação religiosa feminina hospitaleira e de ensino de direito pontifício.

## Histórico
Em 1888, o padre Joseph Baldo abriu em Ronco all'Adige, um lar para idosos e um jardim de infância, depois uma cantina para crianças subnutridas. Para administrar essas obras, pensou inicialmente em recorrer às Irmãs da Misericórdia de Verona, mas decidiu criar uma nova congregação que fundou em 21 de novembro de 1894, as dez postulantes recebem o hábito religioso no dia 24 de junho de 1896 do Cardeal Luigi di Canossa, Bispo de Verona. A primeira superiora foi Clémentine Forante, na religião materna Hippolyte (1864 - 1928), considerada a co-fundadora do instituto.
O instituto é reconhecido por direito diocesano em 3 de maio de 1895, obteve do papa o decreto de louvor sobre 10 de fevereiro de 1913 e suas constituições são definitivamente aprovadas pela Santa Sé em 3 de abril de 1940.

## Atividades e divulgação
Les Petites Filles de Saint-Joseph trabalham em jardins de infância, lares de idosos e lares para idosos e deficientes.
Elas estão presentes em :
- Europa: Itália, Geórgia.
- América: Brasil.
- África: Guiné-Bissau, Quênia, Uganda, Ruanda.

A Casa-mãe está em Verona.
Em 2017, a congregação contava com 330 irmãs em 48 casas.